# Aglaoctenus oblongus
Aglaoctenus oblongus là một loài nhện trong họ Lycosidae.
Loài này thuộc chi Aglaoctenus. Aglaoctenus oblongus được Carl Ludwig Koch miêu tả năm 1847.